# Johann Melchior Hardmeyer
Johann Melchior Hardmeyer, auch Johann Melchior Hardmeier (* 7. Januar 1630 in Zürich, anderes Datum 1626; † 1700 in Schlettstadt im Elsass), war ein Schweizer Buchdrucker, Lehrer und Dichter.

## Leben

### Familie
Johann Melchior Hardmeyer war der Sohn des Buchdruckers Johannes Hardmeyer (* 1574 in Zürich; † vor 1640), dessen Bildung sich bereits auf dem Niveau eines Gelehrten befand, und dessen Ehefrau Katharina (* 13. November 1602 in Stein am Rhein; † unbekannt), die Tochter des Schlossers Hans Rudolf Biegger (* 24. Dezember 1559 in Stein am Rhein; † unbekannt); er hatte noch vier Geschwister.
Er war in erster Ehe mit Anna Margaretha (geb. Gwerb) († 1668), mit der er zwölf Kinder hatte, und seit dem 9. März 1668 in zweiter Ehe mit Barbara (* 17. September 1637 in Zürich; † unbekannt), die Tochter des Goldschmieds Kaspar Leemann (1614–1663), verheiratet; aus dieser Ehe entstanden vier Kinder.
Zu seinen Kindern gehörte unter anderem auch Johann Kaspar Hardmeyer (* 21. Juli 1651 in Zürich; † 1. September 1719 in Affoltern am Albis), Pfarrer und Dekan.

### Werdegang
Johann Melchior Hardmeyer war anfangs als Buchdrucker und Buchhändler tätig; noch 1677 verlegte er die Schrift Kunst- und Welt-Erfahrner General-Ingenieur von Caspar Hardmeyer.
Später ging er als Schulmeister nach Luzern und darauf nach Pruntrut, bevor er sich in Schlettstadt niederliess.
Zu einem unbekannten Zeitpunkt konvertierte er zum Katholizismus.

### Dichterisches Wirken
Mit seiner Schrift Vier Bücher Geistlicher und Weltlicher Gedichte von 1661 verfasste Johann Melchior Hardmeyer eine Sammlung geistlicher Gedichte auf verschiedene Anlässe sowie zahlreiche Gelegenheitsgedichte; der zweite Teil des Werks mit dem Titel Eidgenössische Alpen Pierinnen enthält zum grössten Teil Gelegenheitsgedichte, der dritte Teil überwiegend moralische Sinnsprüche und im vierten Buch betreibt er metrische Übungen, in denen sich das letzte Wort des Verses je mit dem Anfang des Folgenden reimt.
Durch die Zitate in seiner einleitenden Vorrede ist erkennbar, dass er ein ungewöhnlicher Kenner der zeitgenössischen deutschen Literatur war; seine Vorbilder waren unter anderem Georg Philipp Harsdörffer, Johann Rist, Philipp von Zesen, Paul Fleming und der Schweizer Johann Wilhelm Simler. Von diesen übernimmt er verschiedene Umschreibungen von Wörtern, beispielsweise nutzte er für das Wort Element den Begriff Urwehe, für Natur den Begriff Zeugenmutter und den Heiligen Geist umschreibt er mit den Worten der sanfte Gnadenwind, der Seelen süßer Zucker, der Liebe Aufenthalt, gesundes Knabenöl und der Seelentaubefeuchter und so weiter. Eine Übertragung der heidnischen Mythologie auf die christlichen Materien lehnt er ab.
Karl Attenhofer (1837–1914) komponierte das Lied Für Schweizerknaben welche Lust und nutzte hierzu den Text von Johann Melchior Hardmeyer.

## Schriften (Auswahl)
- Vier Bücher Geistlicher und Weltlicher Gedichte. Schaffhausen 1661.